# Forças Armadas da Islândia

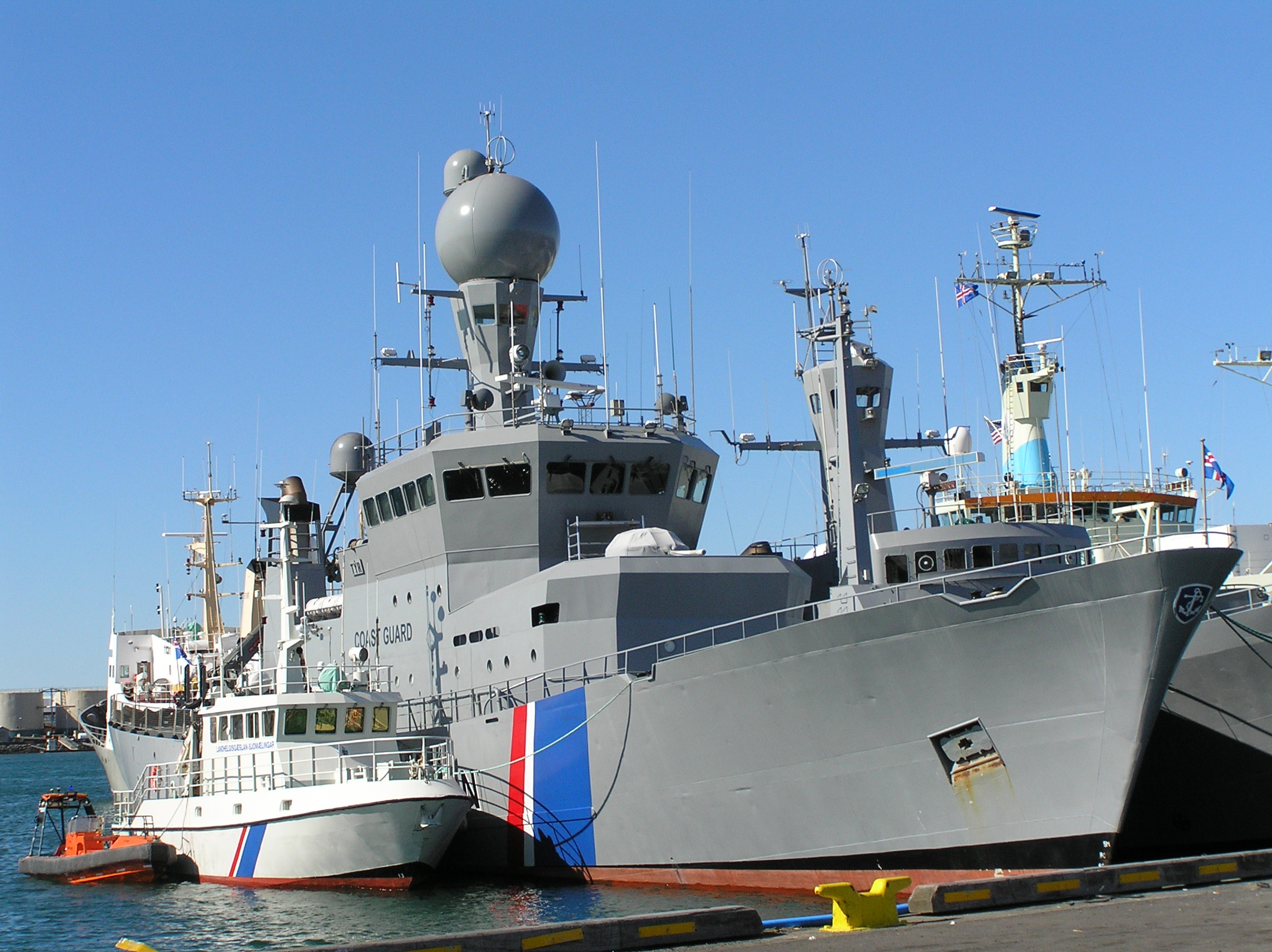
Navios da Guarda Costeira Islandesa

A República da Islândia, membro oficial da OTAN, não mantém algum exército permanente. No entanto, não existe nenhum impedimento legal para a criação de um. A Islândia mantém uma boa formação da Guarda Costeira, as forças policiais nacionais, sistema de defesa aérea, bem como uma força expedicionária voluntária. Estes serviços desempenham muitas das operações da relegação do país aos exércitos permanentes de seus aliados da OTAN. Há, além disso, um tratado com os Estados Unidos para fins de defesa militares e manteve uma antiga base militar, Naval Air Station Keflavik, na Islândia até setembro de 2006. Esta base é atualmente mantida pela recém-formada "Agência de Defesa Islandesa". Há também acordos sobre militares e outras operações de segurança com a Noruega, Dinamarca e outros países da OTAN.
Atualmente os Estados Unidos mantém o Icelandic Defense Force, que realiza missões semelhantes à de Forças Armadas.